# Wachturm Hirschleitengraben

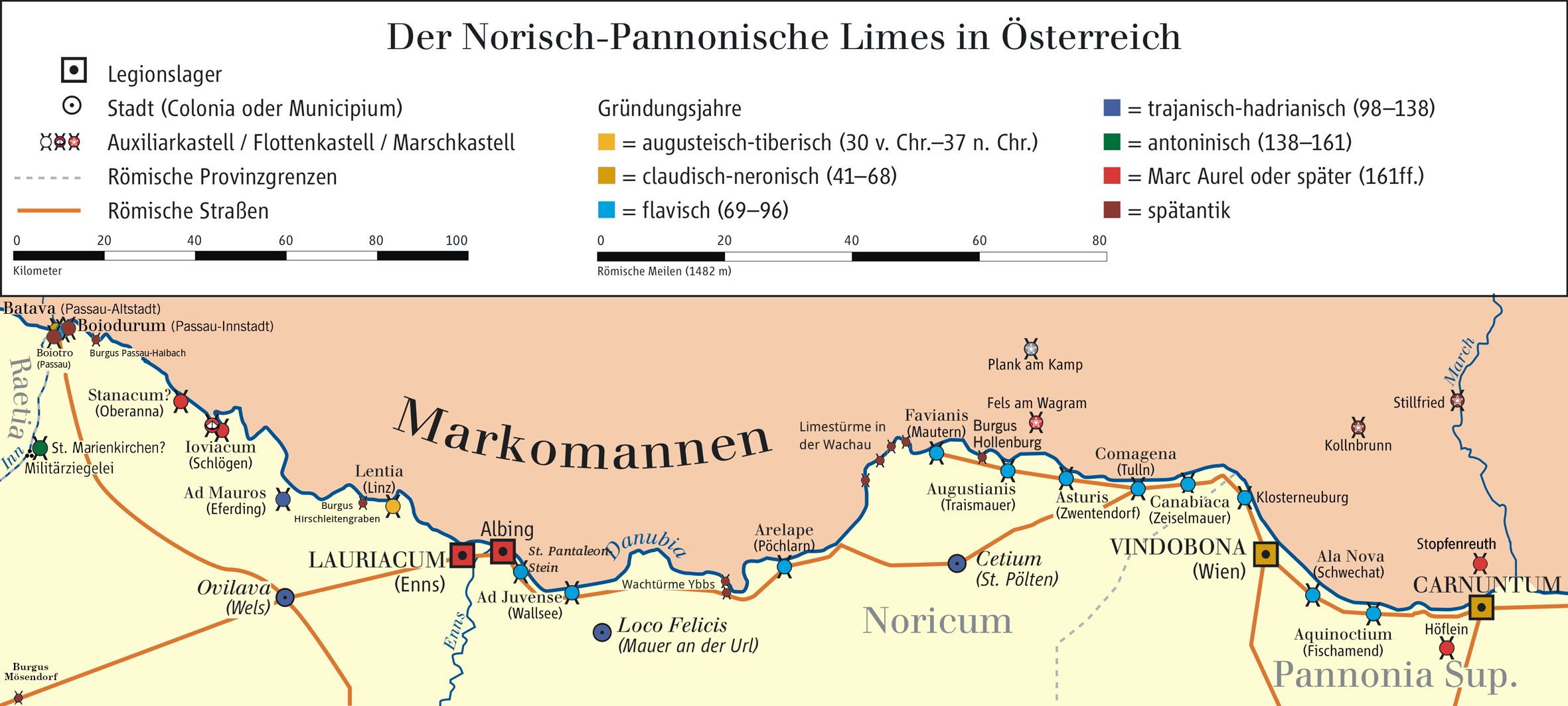

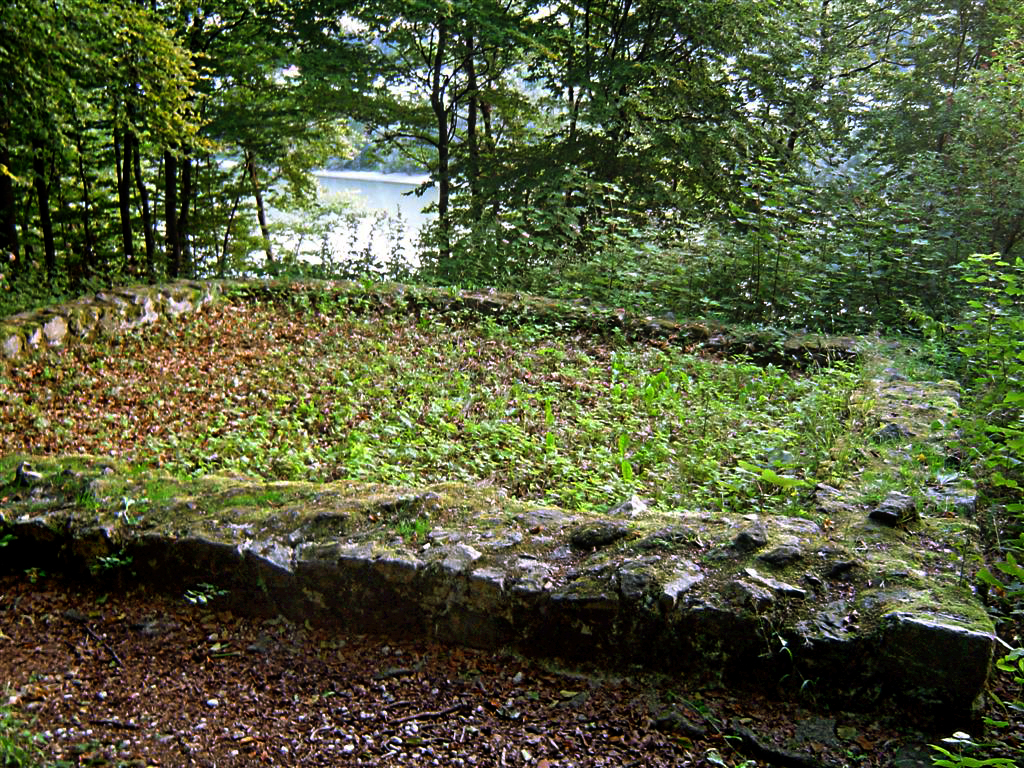
Ruine des Wachturms (2007)

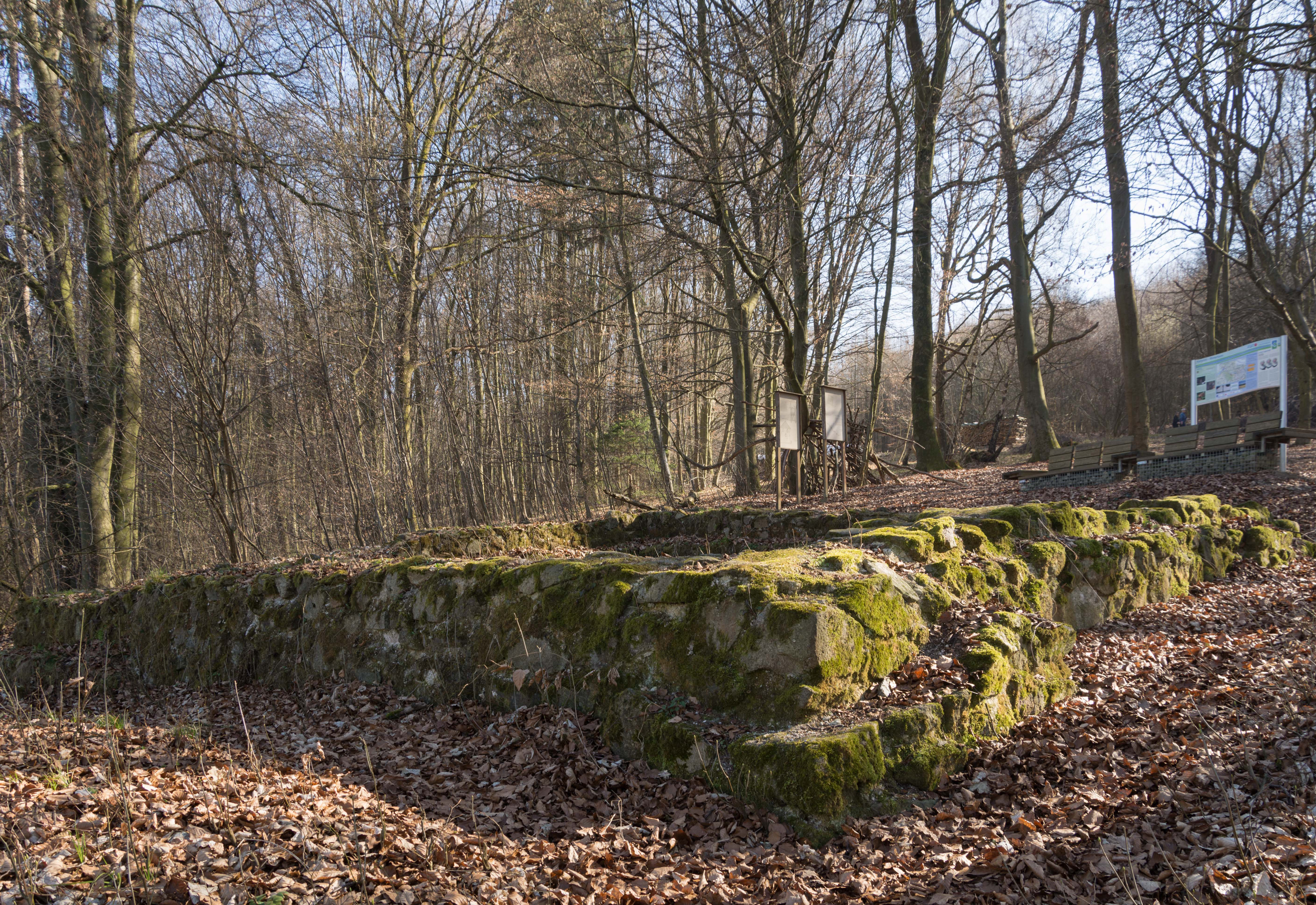

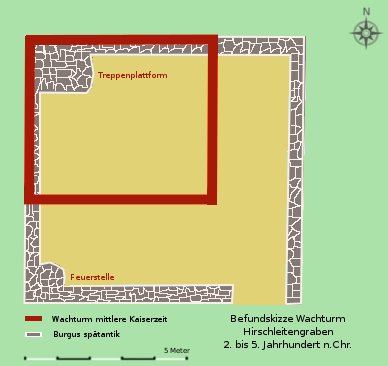
Skizze Grundriss Turm I und II

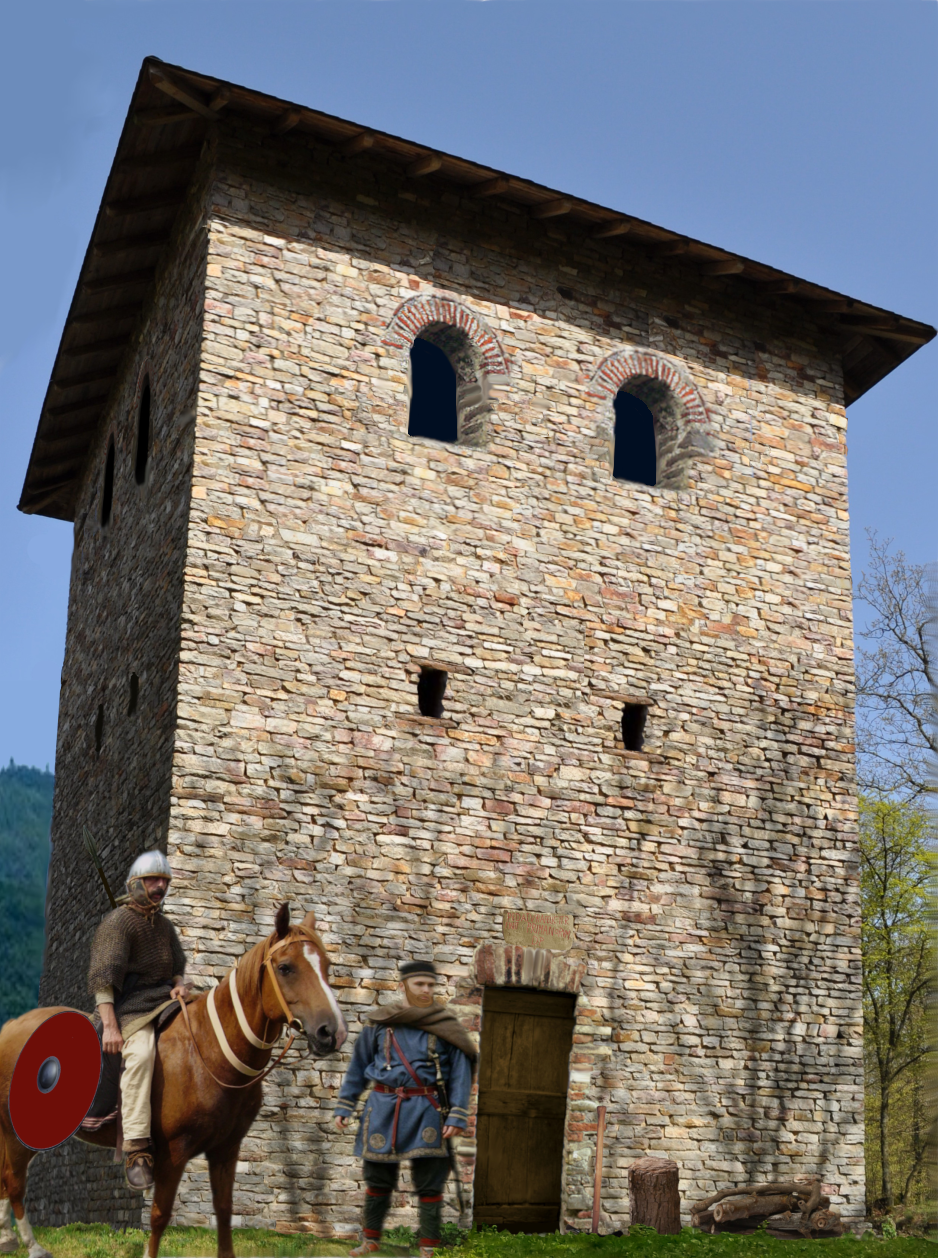
Rekonstruktionsversuch des spätrömischen Burgus von Bacharnsdorf, so ähnlich könnte auch der Turm der Bauphase II ausgesehen haben

Der Wachturm Hirschleitengraben war wie der naheliegende Wachturm am Freinberg  Bestandteil der Sicherungsanlagen des Donaulimes in der römischen Provinz Noricum im heutigen österreichischen Bundesland Oberösterreich, Bezirk Linz-Land, auf dem Gebiet der Marktgemeinde Wilhering. Der von seiner Größe her als Burgus zu bezeichnende spätantike Turm II am Hirschleitengraben war eine Erweiterung des älteren Turmes I und bis ins 4. Jahrhundert n. Chr. besetzt. Der antike Name sowie die Besatzungseinheiten der beiden Türme sind unbekannt. Die baulichen Überreste der Anlagen sind seit 2021 Bestandteil des zum UNESCO-Weltkulturerbe erhobenen Donaulimes.

## Lage
Die Turmruine steht auf einem Ausläufer des Kürnberges (7 km lang und 525 m hoch), nahe der Mündung des Hirschleitenbaches (Flurname „Wäscheneck“ oder „Welsches Eck“) in die Donau (Danuvius). Der Standort liegt auf einer Höhe von 40 m, ist ca. 130 m vom Flussufer entfernt und ermöglicht einen weiten Ausblick nach Norden zur Flussniederung um Puchenau und bis in das nordwestlich liegende Ottensheimer Becken. Östlich des Baches verläuft ein alter gepflasterter Weg nach Süden.

## Forschungsgeschichte
Die Ruine des Wachturms wurde 1936 vom Tierpräparator des Oberösterreichischen Landesmuseums Herrn Stolz entdeckt. Die erste Grabung unter der Leitung von Ernst Fietz begann Ende Mai 1936. Laut seinen Aufzeichnungen wurde der Turm im Innenbereich durch mehrere Suchschnitte bis auf das antike Bodenniveau freigelegt. Die Fundamente wurden ebenfalls bis zur Sohle untersucht. Das Mauerwerk war stellenweise bis auf sechs Steinscharen hoch erhalten und wies an der Innenseite noch geringe Reste des Wandverputzes auf. Das Fundmaterial aus den Grabungen von 1936 gilt größtenteils als verschollen.
Der Zisterzienserpater Gebhard Rath vom Stift Wilhering setzte die Untersuchungen 1937–1939 fort. Rath hatte sich vor allem die Freilegung des Innenraumes und der Fundamente zum Ziel gesetzt. Zu einer Konservierung der Mauerreste kam es wegen Ausbruchs des Zweiten Weltkrieges nicht mehr. Im Umland von Wilhering konnte noch eine ganze Reihe von römerzeitlichen Funden geborgen werden. Die meisten von ihnen fanden sich auf der Flur „Alte Burg“. Hier wurden von Gebhard Rath auch zwei Ziegelöfen ausgegraben, bei denen sich Ziegelstempel mit dem Aufdruck AL und des Dux Ursicinus befanden. Offensichtlich waren sie zur selben Zeit in Betrieb wie der Wachturm II im Hirschleitengraben und lieferten das Material für seine Dachabdeckung.
Sein zunehmender Verfall veranlasste das Oberösterreichische Landesmuseum, 1991 unter Christine Schwanzar eine Rettungsgrabung durchzuführen. Das Grabungsareal wurde dafür in vier Planquadrate (A–D) aufgeteilt. Ihre Untersuchung erbrachte den Nachweis von zwei Bauphasen (Turm I und II), die anhand des unterschiedlichen Mauerwerkes gut erkennbar waren. An Fundobjekten konnten aus dem Innenbereich einige Münzen, Keramikfragmente, Gewandfibeln und Nägel geborgen werden, die heute im Schlossmuseum Linz aufbewahrt werden. Eine bronzene Fibel befindet sich in Privatbesitz. 1992 wurden die Fundamente durch das Bundesdenkmalamt (Hannsjörg Ubl) und unter aktiver Beteiligung von Schülern der Höheren Technischen Lehranstalt Goethestraße in Linz restauriert und konserviert.

## Befunde
Insgesamt ließen sich nach Auswertung der Grabung von 1993 zwei Bauphasen erkennen, die insbesondere anhand einer deutlichen Baufuge und der verschiedenen Estrichhöhen klar voneinander unterschieden werden konnten. In der NW-Ecke fand sich ein noch gut erhaltener Rest des Bodenestrichs von Turm I. Der spätantike Turm II war von einem relativ breiten Wall und einen Graben umgeben. Sein Eingang lag wohl im Süden, da keine Schwelle zu erkennen war, vermutlich im ersten Stock und nur über eine Leiter zu erreichen. An den Mauerinnenseiten war ein Fundamentvorsprung in unterschiedlicher Höhe und Breite erkennbar (im Süden 30 bis 40 cm breit, 294,86 m hoch, im Norden 24 bis 26 cm breit, 294,41 m hoch). In der NW-Ecke des Erdgeschoßes wurde auch ein Steinpodest festgestellt, das vermutlich als Aufsatz für eine Treppe oder Leiter diente, über die man in das Obergeschoß gelangte. In der NO-Ecke befand sich eine Feuerstelle. Da man auch auf eine Schicht spätantiken Dachziegelbruches stieß, vermutet man, dass zumindest Turm II mit einem Ziegeldach (→ Tegula und Imbrex) abgedeckt war.
- Die Nordmauer war stark zerstört bzw. am Steilabfall zur Donau hin schon fast völlig zerfallen. In der NW-Ecke war das Mauerwerk durch einen Vorsprung verstärkt worden. Aufgrund des starken Gefälles betrug die Fundamenttiefe hier 293,59 cm. An der NO–Ecke kam eine Ecklösung zutage, die vermuten lässt, dass hier einst ein Balken als vertikale Verstärkung eingebaut war.
- Die Ostmauer war ebenfalls nur noch schlecht erhalten, ein Teil der Ecke und die Mauersektion im nördlichen Teil hatten sich zudem stark abgesenkt. Sie bestand aus vermörtelten Reihen größerer Steinblöcke und wies an der Innen- und Außenseite einen breiten Fundamentvorsprung auf.
- Die Westmauer bestand aus mehreren vermörtelten Lagen grob zugerichteter Granitblöcke. Das Fundament war noch gut erhalten. In ihrem südlichen Teil waren noch zwei bis drei Lagen aufgehendes Mauerwerk vorhanden. Die Mauerstärke variierte von 1,80 bis 2,10 m.
- Die Südmauer war nicht so tief fundamentiert wie ihre Gegenstücke. Sie wies auch eine etwas andere Baustruktur auf (größere Blöcke, deren Zwischenräume mit kleineren aufgefüllt wurden). Das aufgehende Mauerwerk bestand aus beidseitig abgeflachten Steinblöcken und war rund 86 cm breit.

### Turm I
Das Gebäude ist in seiner Machart mit den ersten aus Stein errichteten Türmen (turres) am rätischen Limes vergleichbar. Es maß 6 × 6 m, seine Mauerstärke betrug 0,80–0,90 m, Fundamentbreite und innerer Vorsprung betragen 1,10 m (Durchschnittswert). Sein Bodenniveau (Mörtelestrich) lag um 30 cm niedriger als bei Turm II. Ein umlaufender Graben konnte nicht festgestellt werden. Pfostenlöcher zur Abstützung einer Galerie oder ähnliches sowie Mittelpfeiler konnten ebenfalls nicht nachgewiesen werden. Ob dieser Turm auch ein Ziegeldach getragen hat, ist schwer zu sagen, da nur Tegulaefragmente aus der Spätantike erhalten geblieben sind.

### Turm II
Der spätantike Wachturm war im Wesentlichen eine Erweiterung des Vorgängerbaus nach Osten und Süden und setzte an der Westmauer mit einer deutlichen Baufuge an. Es handelte sich um ein quadratisches 9,90 (N) × 9,95 (O) × 9,80 (S) × 9,50 m (W) großes Gebäude, seine Innenmaße betrugen 7,73 (N) × 7,40 (O) × 7,75 (S) × 7,19 m (W), Fundamentstärke 1,35–1,85 m, Breite des aufgehenden Mauerwerkes 80–100 cm. Die geringste Fundamentstärke trat an jenen Stellen auf, an denen die Mauern von Turm I miteinbezogen worden waren. Als Baumaterial wurden grob zugerichtete Bruchsteine und stellenweise auch Dachziegel verwendet. Die Erhöhung seines Bodenniveaus erklärt sich durch eine im Süden hereinragende Felsrippe, wodurch das Terrain hier leicht ansteigt. Als Fußboden diente ein durchgehender Lehmestrich.

## Entwicklung
Nach Ansicht der Ausgräber wurde Turm I in der Zeit nach dem Ende des zweiten Markomannenkrieges errichtet, entweder im späten 2. oder frühen 3. Jahrhundert, als es zu einem verstärkten Ausbau der militärischen Anlagen im benachbarten Rätien und am norischen Donaulimes gekommen ist. Einfälle der Alamannen bedrohten hier nun ständig die NW-Grenze. Ein bei Engelhartszell aufgefundener Meilenstein berichtet von großangelegten Sanierungsmaßnahmen an der Limesstraße unter Kaiser Caracalla in dieser Zeit. Auch das Verwaltungszentrum Ufernoricums, Ovilava, erhielt damals eine Stadtmauer.
Ubl sprach sich bei Turm II für einen spätantiken Burgus aus, entstanden um 370 n. Chr. Auch ein Ziegelstempel des Dux Ursicinus lässt die Errichtung von Turm II in der Regierungszeit Kaiser Valentinians I. annehmen, wahrscheinlich stammt er aus der nahegelegenen Militärziegelei in Wilhering. Vermutlich war er bis zum Ende des 4. Jahrhunderts besetzt. Zu dieser Zeit kam es zu einer vermehrten Bautätigkeit am norischen und pannonischen Limes; zerstörte Befestigungen wurden wieder aufgebaut oder verstärkt. Teilweise wurden auch Kleinkastelle (quadriburgi) und Wachtürme vollkommen neu errichtet.
Vermutlich dienten die Türme in der Wachturmkette an der Donau als Signal- bzw. Beobachtungsposten und zur Überwachung bzw. Schutz des Schiffsverkehrs. Name und Besatzung des Turmes sind unbekannt, auch in antiken Quellen wird er nicht erwähnt.

## Wachturm Freinberg
Die frühesten Funde am Freinberg stammen aus dem Spätneolithikum. In der späten Bronzezeit wurde hier der sogenannte „Keltenwall“ errichtet, der drei Zerstörungsschichten aufwies. Die keltische Besiedlung ist vom 2. Jahrhundert v. Chr. an nachweisbar. Um die Mitte des 1. Jahrhunderts v. Chr. wurde der Wall neuerlich befestigt. Innerhalb des umwehrten Areals fanden sich zahlreiche römische Streufunde aus der Zeit zwischen dem 2. und 4. Jahrhundert n. Chr. Eine Siedlungskontinuität von der Spätlatènezeit bis zur römischen Kaiserzeit konnte bisher nicht festgestellt werden. Die ersten römischen Baubefunde traten um 1889 beim Bau der Franz-Josefs-Warte auf. Konservator Joseph Straberger hielt den Bau für einen Wachturm, Paul Karnitsch interpretierte ihn wiederum als römisches Landhaus. Die Ringwallanlage wurde 1911 von Ludwig Benesch untersucht, 1989 setzten erstmals systematische Untersuchungen des Areals ein (Linzer Stadtmuseum Nordico, Erwin Ruprechtsberger). Zu dieser Zeit waren aber die römischen Baureste durch Einplanierungen schon vollkommen verschwunden. Seit den 1990er Jahren wird das Areal archäologisch vom Institut für Ur- und Frühgeschichte der Universität Wien betreut.
Bei den römischen Mauerresten handelte es sich um einen rechteckigen Bau mit den Ausmaßen von 4 × 14 × 16 × 19 m. Im Norden fällt das Gelände steil zur Donau ab. Die exponierte Lage ermöglichte den Sichtkontakt zum weiter westlich gelegenen Wachtturm im Hirschleitengraben und im Osten zum Schlossberg bzw. Kastell Lentia. Dieser Umstand und die Funde von gestempelten Ziegeln lassen auf eine militärische Anlage schließen. Die tatsächliche Funktion des Gebäudes, Villa oder Wachturm, kann aufgrund seiner restlosen Zerstörung jedoch nicht mehr geklärt werden.

## Militärziegelei

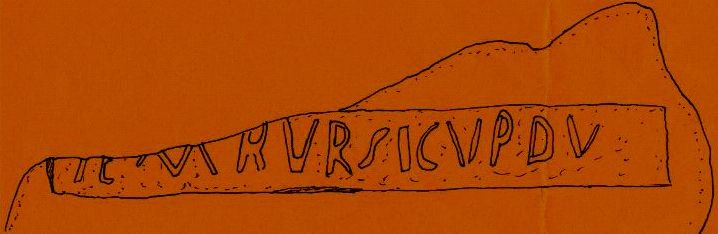
Ziegelstempel des Dux Ursicinus (um 370 n. Chr.)

Der Hobbyarchäologe Pater Gebhard Rath, Zisterzienser im Stift Wilhering, führte 1934–1935 mehrere Probegrabungen in Wilhering durch. Willkommener Anlass dafür war der Bau der neuen Bundesstraße durch das Gemeindegebiet, den Rath wissenschaftlich beobachtete. 1934 entdeckte er im Bereich der Straßengabelung zwischen der Bundesstraße (bei km 10,8) und der Abzweigung nach Mühlbach antikes Mauerwerk, das er in zwei Ausgrabungskampagnen freilegen konnte. Diese Grabungen wurden vom Oberösterreichischen Landesmuseum finanziert und begleitet.
Die Fundstelle liegt etwa zehn Kilometer südwestlich von Wilhering. Im Westen des Eferdinger Beckens kommen häufig schwere Lehmböden vor. Neben diesem Umstand war wohl die gute Anbindung an die Verkehrswege entscheidend für die Anlage der Ziegelöfen auf der Flur Mühlbachland. Die freigelegten Mauerreste wurden als römische Ziegelöfen erkannt, ihre Vermessung erfolgte durch Alexander Gaheis (1869–1942), die weitere Begutachtung führte Rudolf Egger (1882–1969) durch. Eine neuerliche Überarbeitung bzw. Interpretation der Grabungsergebnisse und der Befunde erfolgte durch Ronald Risy im Jahr 1994.
Die Öfen waren in einem Abstand von vier Metern in den natürlichen Lehmboden eingetieft worden und besaßen zwei Brennkammern.
Ofen I hatte eine Länge von 9,30–9,40 m, eine Breite von 8,30–8,50 m und war auf mächtigen Fundamenten aus Granitsteinen errichtet. Die Feuerungen waren von Ziegelgurtbögen überwölbt (Systematik II3c). Ofen II hatte eine Länge von 7,00 m und eine Breite von 4,50 m (Systematik III4a). Die zwei von Gebhard Rath erkannten Bauphasen konnten aufgrund der späteren Untersuchungsergebnisse Risys nicht bestätigt werden.
Die Anlage dürfte von Angehörigen der Legio II Italica erbaut und betrieben worden sein. Aufgefundene Ziegelstempel des Grenzgenerals Ursicinus weisen auf einen Produktionsbetrieb in der zweiten Hälfte des 4. Jahrhunderts, die Regierungszeit Kaiser Valentinians I. (364–375).

## Hinweis
Der Wachturm im Hirschleitengraben liegt gegenüber von Puchenau am südlichen Donauufer an der rechten Talseite der Einmündung des Hirschleitenbaches. Er ist zu Fuß auf dem „Prinzensteig“ erreichbar, einem Wanderweg, der vom Stift Wilhering ausgehend in den Kürnberger Wald führt. An der Turmstelle sind Informationstafeln des Oberösterreichischen Landesmuseums aufgestellt. Hinter dem Bildungshaus Jägermayerhof befindet sich eine Parkanlage, in der sich die Reste der noch bis zu vier Meter hohen keltischen Wallanlage erhalten haben. Geht man vom Jägermayerhof zum Wasserwerk, gelangt man zu einer Abzweigung, die rechts zur Barbarakapelle und zur Franz-Josefs-Warte führt. Die Funde aus der Militärziegelei werden im Oberösterreichischen Landesmuseum – Schlossmuseum Linz – und im Stift Wilhering aufbewahrt.

## Denkmalschutz
Die Anlagen sind Bodendenkmäler im Sinne des Denkmalschutzgesetzes. Nachforschungen und gezieltes Sammeln von Funden ohne Genehmigung des Bundesdenkmalamtes stellen eine strafbare Handlung dar. Zufällige Funde archäologischer Objekte (Keramik, Metall, Knochen etc.) sowie alle in den Boden eingreifenden Maßnahmen sind dem Bundesdenkmalamt (Abteilung für Bodendenkmale) zu melden.